# U-Bahnhof Strašnická

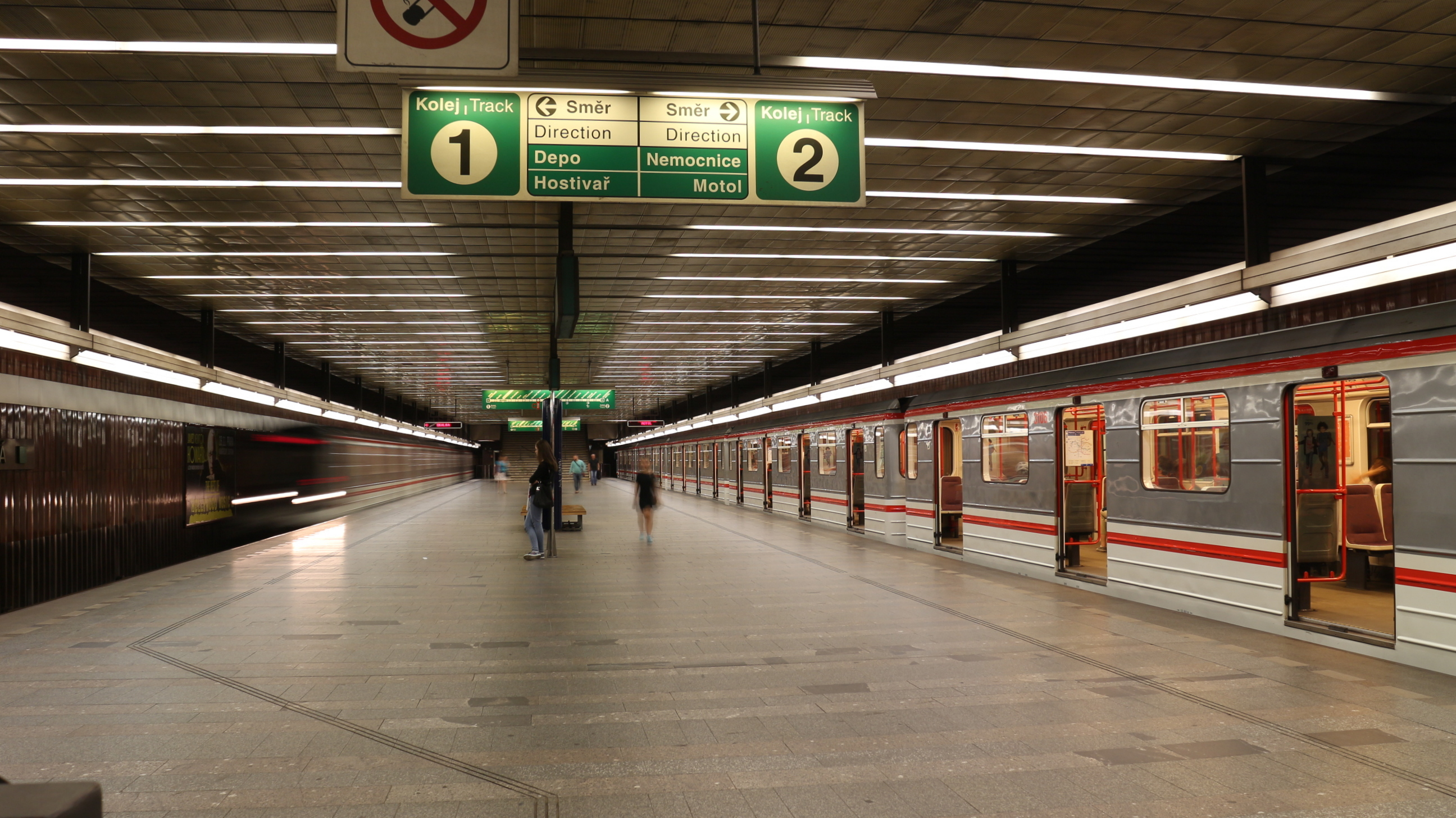
Station Strašnická mit Blick Richtung Norden

Strašnická ist ein U-Bahnhof der Prager Metrolinie A in Strašnice (Prag 10). Der U-Bahnhof wurde am 11. Juli 1987 eröffnet, sein Bau kostete 241,4 Millionen Kronen. Die Station befindet sich 7,5 m unter der Straße Starostrašnická.
Es gibt nur einen Zugang am südlichen Ende der Station. Von einer kleinen Eingangshalle mit Zeitungskiosk führt eine Treppe direkt zum Bahnsteig. Für Behinderte ist ein kleiner Schrägaufzug mit offener Plattform vorhanden. Rolltreppen oder Fahrstühle gibt es nicht.
Das Innere der Station ist gefliest mit dunkelbraunen Fliesen. Ursprünglich war geplant, auch am nördlichen Ende einen Zugang zu errichten. Dazu hätten jedoch Gebäude abgerissen werden müssen, wozu es nicht kam. Gleichwohl wurde am nördlichen Ende der Station eine Treppe errichtet, die gegenwärtig mit einer Kette abgesperrt ist und ins Nichts führt. Dieser Zugang wird eventuell zu einem späteren Zeitpunkt genutzt werden können.
Im Tunnel hinter der Station befinden sich stadtauswärts in Richtung Skalka zwei Abstellgleise.